# テンフォー
株式会社テンフォーは、北海道函館市に本社を置く、宅配ピザチェーン店を経営する企業である。マスコットキャラクターは「しろくま男爵」。

## 概要
宅配ピザブランド「ピザ テン.フォー」の運営を行う企業。
北海道、東北を中心に北陸、群馬、九州まで全国86店舗を展開している（2022年8月15日現在）。 
店名の由来は、テン.フォーの第1号店である中道店の開店日が（1988年）10月4日であることから。
1988年に、北海道函館市にピザテン.フォー第1号店をオープン。
1990年に前身となる株式会社オーディンフーズを設立した。
2017年7月31日に札幌地方裁判所へ民事再生法の適用を申請し、同年8月30日に札幌地方裁判所から民事再生手続開始決定を受けた。
2018年3月16日に民事再生スポンサーに、平禄寿司などを運営する株式会社ジー・テイスト（現：焼肉坂井ホールディングス）を選定。
オーディンフーズは、2018年6月13日に100%減資を実施し、ジー・テイストを引受先とする第三者割当増資の方法でジー・テイストの100%子会社となったが、焼肉坂井ホールディングスが保有していた株式の95%が、2023年1月31日に三重県津市に本社があるコイサンズへ譲渡された。
2018年10月1日付で、商号を株式会社オーディンフーズから株式会社テンフォーへ変更した。

## 沿革
- 1988年10月4日 - ピザテン.フォー第1号店オープン
- 1990年 1月17日 - 株式会社オーディンフーズを設立。
- 2017年 7月31日 - 札幌地方裁判所に民事再生法の適用を申請
- 2018年 6月13日 - 株式会社ジー・テイストの100%子会社化
- 2018年 10月1日 - 株式会社テンフォーに社名変更
- 2023年 1月31日 - 株式会社コイサンズの子会社となる

## ヒット商品
小麦粉からピザ生地を手作りする・北海道素材を積極的に使用する・北海道企業とのコラボを行うなど、その商品には特長が多い。
北海道カントリー男爵
道産の男爵イモがトッピングされ、発売開始から、累計300万枚以上を売り上げている（2017年現在）。店舗に納入された北海道産男爵イモを蒸して切り、タマネギやベーコンと共に炒めた「ジャーマンポテト」をトッピングに使用している。
北海道やきとりピザ
鶏肉の代わりに豚肉をたれで焼いた「室蘭やきとり」を具材にした「北海道やきとりピザ」を2020年10月5日から販売。北海道のご当地グルメや食材を取り入れたメニューを拡充しており、このほか、肉をトッピングにした北海道風ピザとして、ベル食品（札幌市）のジンギスカン料理たれや、ソラチ（北海道芦別市）の十勝豚丼たれを使ったピザを投入。道産のジャガイモやチーズをのせたピザも定番にしている。
ナポリピザ
ピザ生地の上にスパゲティナポリタンがトッピングされている他社にはない創業時からの看板メニュー。
エビカレードリアピザ
ピザ生地の上にドライカレーとたっぷりのホワイトソースがトッピングされたボリューム満点のメニュー。創業時からのメニューであり、他社のグラタン系ピザの先駆けとなった。